# Laimutė Vaidelienė
Laimutė Vaidelienė (* 5. Mai 1966 in Aleksotas, Kaunas) ist eine litauische Pneumologin und Professorin, Politikerin, stellvertretende Gesundheitsministerin.

## Leben
Nach dem Abitur von 1973 bis 1984 an der 28. Mittelschule Kaunas absolvierte Laimutė Vaidelienė von 1985 bis 1991 das Diplomstudium der Medizin und von 1991 bis 1993 die Weiterbildung der Pädiatrie an der Kauno medicinos akademija. Von 1995 bis 2010 lehrte sie als Lektorin und arbeitete als Kinderpulmonologin und Allergologin an der Klinik für Kinderkrankheiten der Kauno medicinos universitetas (KMU). Sie bildete sich weiter an der Kinderklinik am Universitätsklinikum Freiburg.
2001 promovierte sie zum Doktor an der LSMU, ab 2010 lehrte sie als Dozentin. Von 2010 bis 2014 leitete sie das Pulmonologiesektor der LSMU-Kinderklinik. 2014 leitete sie eine Abteilung der LSMU-Kinderklinik bei Kliniken Kaunas. 
Vom 15. Dezember 2014 bis 2016 war sie stellvertretende Gesundheitsministerin Litauens von Ministerin Rimantė Šalaševičiūtė im Kabinett Butkevičius (16. Regierung), geleitet von Algirdas Butkevičius. Danach arbeitete sie an der LSMU-Kinderklinik der Kliniken Kaunas. 
Seit 2024 ist sie wieder Vizeministerin, Stellvertreterin von Gesundheitsministerin Marija Jakubauskienė im Kabinett Paluckas, geleitet von Gintautas Paluckas. 
Vaidelienė ist parteilos.
Seit 1997 ist sie Mitglied der European Respiratory Society und European Academy of Allergy and Clinical Immunology.
Vaidelienė ist verheiratet mit Ramūnas Vaidelys und hat zwei Söhne (Martynas Vaidelys und Lukas Vaidelys).
Vaidelienė spricht russisch, deutsch und englisch.